# شبه‌جزیره هوئون

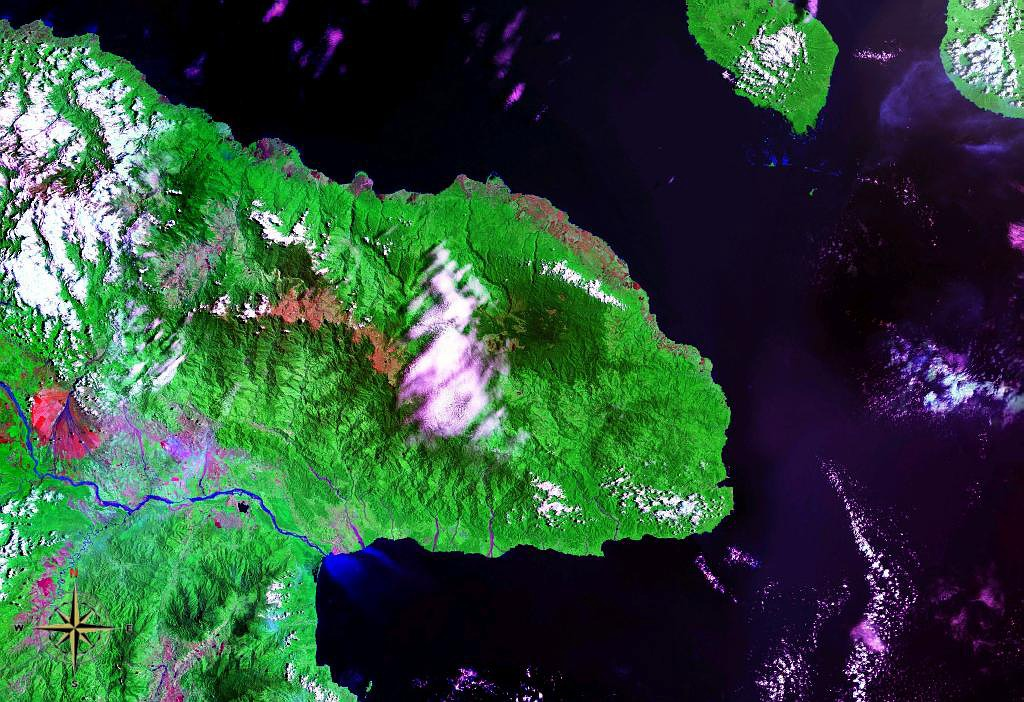
شبه‌جزیره هوئون از فضا (رنگ کاذب)

شبه‌جزیره هوئون (انگلیسی: Huon Peninsula) یک شبه‌جزیره ناهموار بزرگ در جزیره گینه نو در استان موروبه، پاپوآ گینه نو است.